# Ophiomyia definita
Ophiomyia definita är en tvåvingeart som beskrevs av Spencer 1971. Ophiomyia definita ingår i släktet Ophiomyia och familjen minerarflugor. Arten är reproducerande i Sverige. Inga underarter finns listade i Catalogue of Life.